# 宮原幸三郎 (1863年生)
宮原 幸三郎（みやはら こうざぶろう、1863年1月20日（文久2年12月1日）- 1934年（昭和9年）8月31日）は、明治から昭和前期の実業家、政治家。衆議院議員（3期）。広島県会議長。

## 経歴
安芸国安芸郡荘山田村（広島県安芸郡荘山田村を経て現呉市）で先代宮原幸三郎の長男として生まれる。生家は代々農業を営む。
1881年（明治14年）駅逓局4等郵便取扱役となり、1886年（明治19年）逓信省3等郵便局長（呉郵便局長）に就任し1897年（明治30年）まで在任した。その他、呉貯蓄銀行取締役、呉馬車鉄道専務取締役、呉起業銀行専務取締役、中国電気専務取締役、呉瓦斯専務取締役、博愛汽船社長などを務めた。
政界では1895年（明治28年）、荘山田村会議員に当選。さらに、広島県会議員、同参事会員、同議長、同郡部会議長、安芸郡会議員、呉市会議員、同参事会員、同議長、所得調査委員、土地賃貸価格調査委員、宅地価修正委員などを務めた。
1898年（明治31年）8月の第6回衆議院議員総選挙で広島県第1区から出馬して当選し、以後、第12回総選挙（1915年3月）、第16回総選挙（1928年2月）でも再選され、衆議院議員に通算3期在任した。憲政本党、立憲民政党に所属した。この間、1912年（大正元年）から1916年（大正4年）まで頼母子講2万余円を使い込んだ業務上横領詐欺事件で1918年（大正6年）4月11日、広島控訴院から懲役2年の実刑判決。これにより勲四等及び大礼記念章を褫奪された。

## 人物
住所は呉、胡町。

## 家族
宮原家
- 父・幸三郎[6]
- 妻・エツ（1866年 - ?、広島、本荘徳太郎の長女）[6]
- 長男・幸三郎（1890年 - 1966年、旧名・顕三[6]、内務官僚、衆議院議員）[9]
- 四男（広島、本荘徳太郎の養子となる）[6]
- 娘[6]